# نبيل رملاوي
نبيل سليم حسن رملاوي (3 فبراير 1937–22 أكتوبر 2023) سياسي ودبلوماسي فلسطيني.

## حياته
وُلد رملاوي في مدينة يافا عام 1937 إبان فترة الانتداب البريطاني على فلسطين.  
بدأ حياته الدبلوماسية حيث عمل في مكتب ممثلية منظمة التحرير الفلسطينية لدى المغرب، ولاحقًا عُين ممثًلا لمنظمة التحرير لدى المملكة المتحدة وتقلد المنصب بين عامي 1978 و1983. 
ثم انتقل للعمل لدى بعثة منظمة التحرير في جنيف، حيث مثّلها لدى المنظمات الدولية حتى عام 2003 لعودته إلى وزارة الخارجية وتقاعده. 

## جوائز مستلمة
في 20 أبريل 2017، منحه الرئيس عباس وسام الاستحقاق والتميز الفلسطيني من الدرجة الذهبية وذلك: «تقديراً لمسيرته النضالية في مجالي العمل الدبلوماسي والوطني، وتثميناً عاليا لجهوده في الدفاع عن حقوق وطنه وشعبه الفلسطيني.»

## وفاته
نعته الرئاسة الفلسطينية ووزارة الخارجية والمغتربين الفلسطينية يوم 22 أكتوبر 2023 حيث توفي في جنيف.